# Барахты
Бара́хты — село на Украине в Васильковском районе Киевской области.
Код КОАТУУ — 3221480201. Население — 1235 человек.
Орган местного самоуправления — Барахтевский сельский совет.

## История
Село Барахты было волостным центром Барахтянской волости Васильковского уезда Киевской губернии. В селе была Михайловская церковь. В древности село Барахты называлось Петричино (Петричи), а первое письменное упоминание о нём было в дарственной записи Великого князя Андрея Юрьевича в 1159 году.

## Достопримечательности
Недалеко от села, на трассе, ведущей в Васильков, установлен памятник советским лётчикам, погибшим в годы ВОВ. Монумент установлен по инициативе и на средства сельчан.